# Чешки сан
Чешки сан (Чешки: Český sen) је документарни филм из 2004. године који су режирала два чешка филмска редитеља, Вит Клусак и Филип Ремунда. Снимила је превару великих размјера коју су Клушак и Ремунда починили над чешком јавности, која је кулминирала отварањем лажног хипермаркета у прашком насељу Летнани. Филм је био њихов дипломски пројекат за филмску школу.

## Радња
Ремунда и Клусак су измислили хипермаркет Чешки сан и око њега направили велику рекламну кампању. Представљајући се као бизнисмени, двојица студената филма успјели су да убједе једну рекламну агенцију и агенцију за односе са јавношћу да креирају кампању за њих. Билборди су се појавили на чешким аутопутевима, а у Прагу је подељено 200.000 летака. Снимљен је џингл и низ телевизијских реклама. Слогани рекламне кампање били су „не долази“ и „не троши“ итд. Ипак, филмски ствараоци су успјели да привуку више од 3000  купаца у празну равницу за њихово „велико отварање“ 31. маја 2003. Оно што је из даљине изгледало као огромна зграда заправо је била само платнена фасада.

## Награде
Филм је освојио награде на фестивалима у Кракову, Јихлави, Љубљани, Архусу и Плзену.